# Фибер, Франц Ксавер
Франц Ксавер Фибер (нем. Franz Xaver Fieber, 1807—1872) — австрийский энтомолог. Член Леопольдины.

## Биография
Родился 1 марта 1807 г. в Праге. Окончил Чешский технический университет. 
Работы Фибера касаются преимущественно полужесткокрылых насекомых европейской фауны, классификацию которых Фибер установил образцово. Вообще Фибер считается одним из лучших специалистов по упомянутому отряду.
Франц был членом Немецкой академии наук Леопольдина. Он был автором «Синопсиса европейских orthopetra (кузнечики , саранча и сверчки)» (1854 г.), «Европейских hemitepra (жуки)» (1860 г.) и многих других публикаций о насекомых. 
Скончался 22 февраля 1872 г. в Хрудиме, Австро-Венгрия. 

## Труды
- «Entomologische Monographien» (Энтомологические монографии, 7 статей, Прага, 1844);
- «Classification der europäischen Orthopteren» («Abh. böhm. Ges. Wiss.», 1850);
- «Species generis Corisae monographice dispositae» (Прага, 1851);
- «Synopsis der europäischen Orthopteren mit besonderer Rücksicht der böhmischen Arten» (Прага, 1854, сюда же «Ergänzungsblätterzur Synopsis etc.», Lotos, 1855 и 1856);
- «Fauna Austriaca. Die Europäischen Hemiptera (Rhynchota heteroptera)» (В., 1860—61).

Капитальный труд Фибера, описание водящихся в Европе цикадовых, издан после его смерти на французском языке под заглавием «Les Cicadines d’Europe d’aprés les originaux et les publications les plus récentes» («Цикадовые Европы по оригиналам и последним публикациям»; «Rev. et Mag. de Zool.», 1875—76).